# Флеч (филм)
Флеч (на английски: Fletch) е американска комедия от 1985 година, на режисьора Майкъл Ричи. Участват Чеви Чейс и Джо Дон Бейкър.

## Сюжет
До миналата седмица Флеч е бил благовъзпитан репортер, борещ се отчаяно за истина, справедливост и остъклен офис. Но нещата се променят, когато той става таен агент в ролята на дребен пласьор, за да проследи няколко наркотрафиканта. През това време среща Стенуик, който твърди, че е смъртно болен от рак на костите и моли Флеч да го убие, за да може жена му да получи поне застраховката. Но изглежда Стенуик подготвя идеалното престъпление - фиктивен обир, луксозен Ягуар и билет първа класа до Рио.

## В ролите
| Изпълнител          | Роля                |
| ------------------- | ------------------- |
| Чеви Чейс           | Ървин (Флеч) Флечър |
| Джо Дон Бейкър      | Шеф Карлин          |
| Дана Уилър-Никълсън | Гейл Стенуик        |
| Ричард Либертини    | Франк Уокър         |
| Тим Матисън         | Алън Стенуик        |
| М. Емет Уолш        | д-р Долан           |
| Джордж Уенд         | Дебелия Сам         |
| Кенет Марс          | Стантън Бойд        |
| Джина Дейвис        | Лари                |
| Бил Хендерсън       | разказвач           |
| Джордж Уайнър       | Марвин Джилет       |